# 戶田為春
戶田為春（？—1624年7月14日）是安土桃山時代至江戶時代初期的武士。父親是戶田一西。藤原惺窩的門人。

## 生平
生年不詳，家中三男。父親一西是德川氏家臣。慶長2年（1597年），與本多政重一同殺害德川秀忠的乳母大姥局的兒子岡部莊八後逃亡。此後，仕於淺野幸長。慶長20年（1615年），在大坂夏之陣中，作為組頭跟隨淺野長晟出陣，因為違反軍法而下野。在寬永元年（1624年）5月29日死去。

## 子孫
女兒成為長兄兼大垣藩藩主氏鐵的養女，並嫁予公家六條有純，誕下女兒永光院（萬之方）；萬之方在出家後，還俗並成為將軍德川家光的側室；而萬之方的弟弟氏豐寄宿在氏鐵之下，因為姐姐的推舉，恢復戶田氏並以高家身份仕於江戶幕府的。